# کواردال

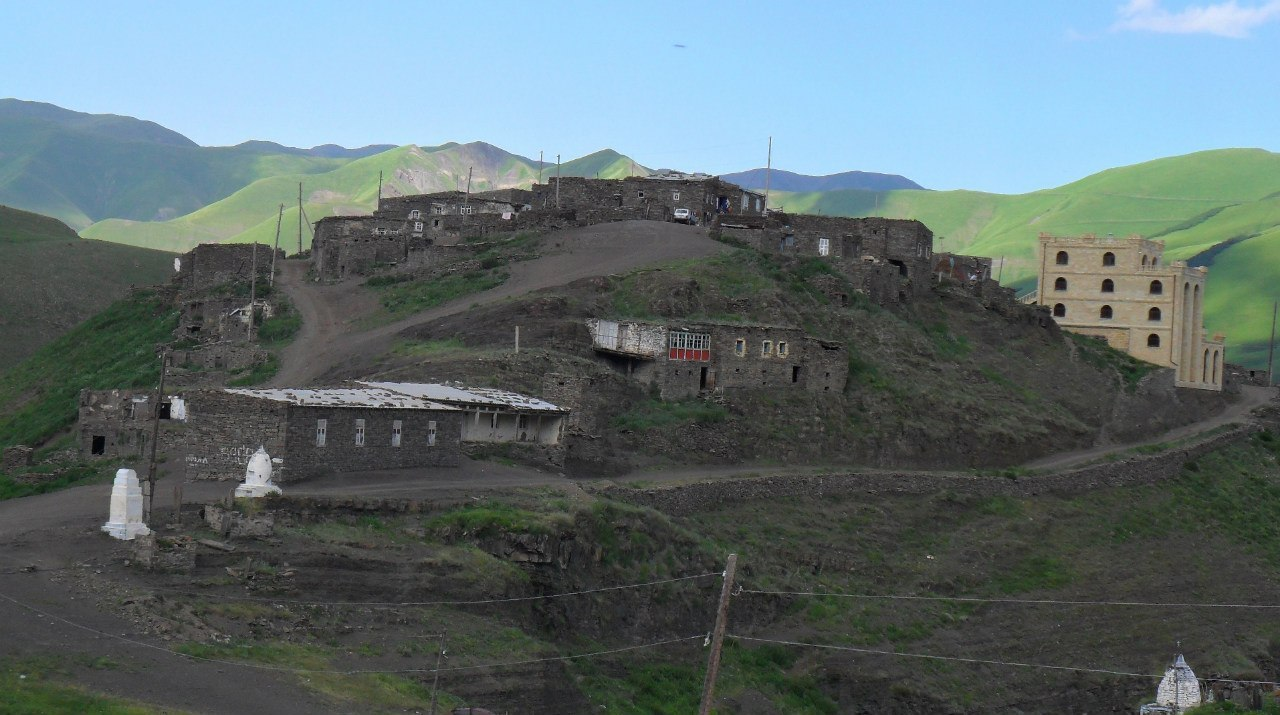
کواردال

کواردال (به لاتین: Kvardal) یک منطقهٔ مسکونی در روسیه است که در شهرستان کوراخسکی واقع شده‌است.